# Scolopendra monticola
Scolopendra monticola är en mångfotingart som först beskrevs av Lawrence 1975.  Scolopendra monticola ingår i släktet Scolopendra och familjen Scolopendridae.
Artens utbredningsområde är Namibia. Inga underarter finns listade i Catalogue of Life.